# Aeroportul Targovishte
Aeroportul Targovishte (IATA: TGV, ICAO: LBTG) este un aeroport din Razgrad, Bulgaria.
Situat la o altitudine de 211 m, aeroportul dispune de o singură pistă.